# ISO/IEC 7812
ISO/IEC 7812は、入場カードや銀行キャッシュカードやクレジットカードなどの磁気ストライプ付き（IDカード）の国際規格である。1989年に最初に公開され、2部 (7812-1〜7812-2) から構成される。ISO/IEC 7812にてクレジットカードの番号が制定されている。当該規定で定められている番号の最大桁数は19桁である。
ISO/IEC 7812で定められている番号は、1桁の主要産業識別子 (MII) と、6桁の発行者識別番号 (IIN) 、個々の口座番号 および 1桁のチェックサムで構成されている。なお、MIIはIINの一部である。

## 主要産業識別子 (MII:Major industry identifier)
主要産業識別子 (MII:Major industry identifier) は、ISO/IEC 7812の番号の最初の桁である。カードを使用する業界を表す。
| MII 値 | 産業                                              |
| ------ | ------------------------------------------------- |
| 0      | ISO予約値                                         |
| 1      | 航空                                              |
| 2      | 航空 / その他将来発生する産業                     |
| 3      | 旅行・娯楽/銀行・金融                             |
| 4      | 銀行・金融                                        |
| 5      | 銀行・金融                                        |
| 6      | 運送 / 銀行・金融                                 |
| 7      | 石油 / その他将来発生する産業                     |
| 8      | ヘルスケア / 医療 / 通信 / その他将来発生する産業 |
| 9      | 国毎に割り当て可能                                |

MIIの値が9の場合は、次の3桁がISO 3166-1の国コードとなる。

## 発行者識別番号 (IIN:Issuer Identifier Number)
MIIを含む最初の6桁の数値が発行者識別番号 (IIN:Issuer Identifier Number) である。米国銀行協会 (ABA) でIINを登録する。ISOの登録機関を利用できるのは、IINをあらかじめ持ち、プラスチックカードを発行するか、金融ネットワークまたはプロセッサー的な役割を持つ団体のみである。その他の機関が登録するには、ライセンス契約書に署名しなければならない。いくつかのクレジットカード発行会社のIINはよく知られている。

## 口座番号
7桁目から最終2桁目までの、最大12桁の数値が口座番号である。

## チェックディジット
最終桁がチェックディジットである。Luhnアルゴリズムで算出し、算出方法はISO/IEC 7812-1 附属書B に記載されている。